# Tripneustes ventricosus
Tripneustes ventricosus là một loài cầu gai. Chúng là loài phổ biến ở Caribbean, Bahamas, và Florida, và có thể được tìm thấy ở độ sâu từ 0 đến 10 mét (0 đến 33 ft).
Loài cầu gai này có màu tối, thường là màu đen, tía đậm hay nâu đỏ với gai trắng dài 1–2 cm. Chúng có thể có kích thước 10 đến 15 xentimét (3,9 đến 5,9 in). Chúng thường được phủ một lớp cỏ biển và mảnh vụn giống như loài Tripneustes gratilla.

## Hình ảnh

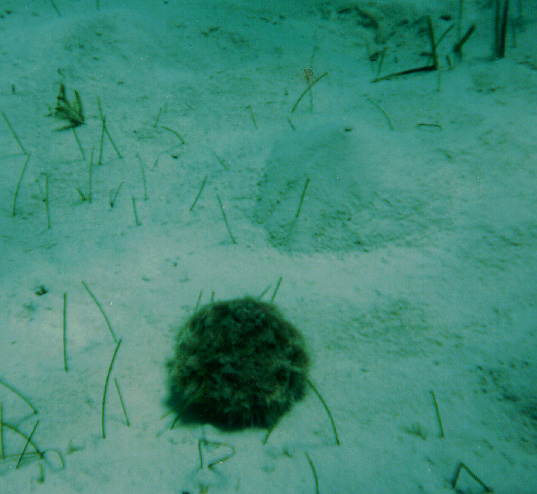
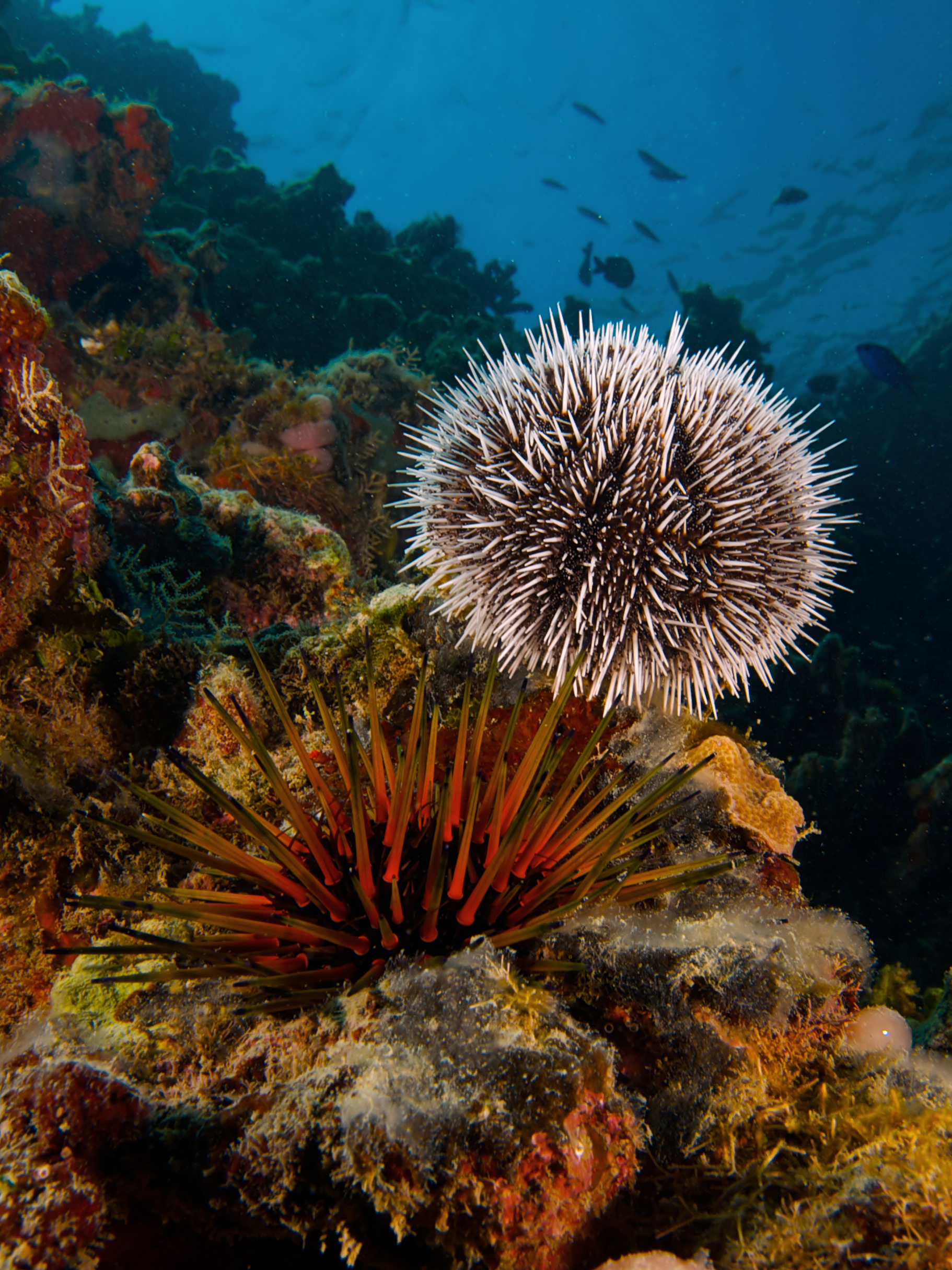
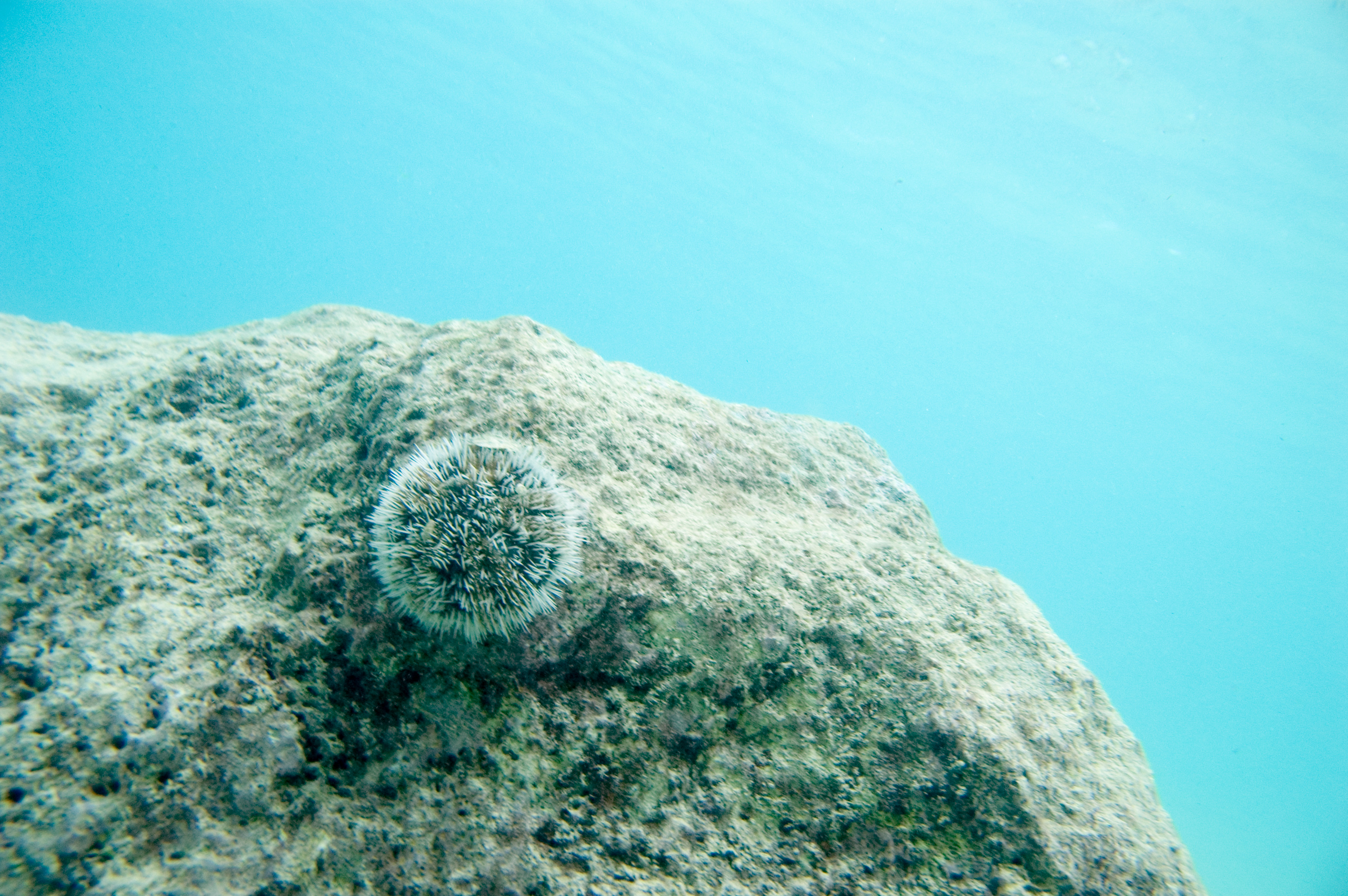
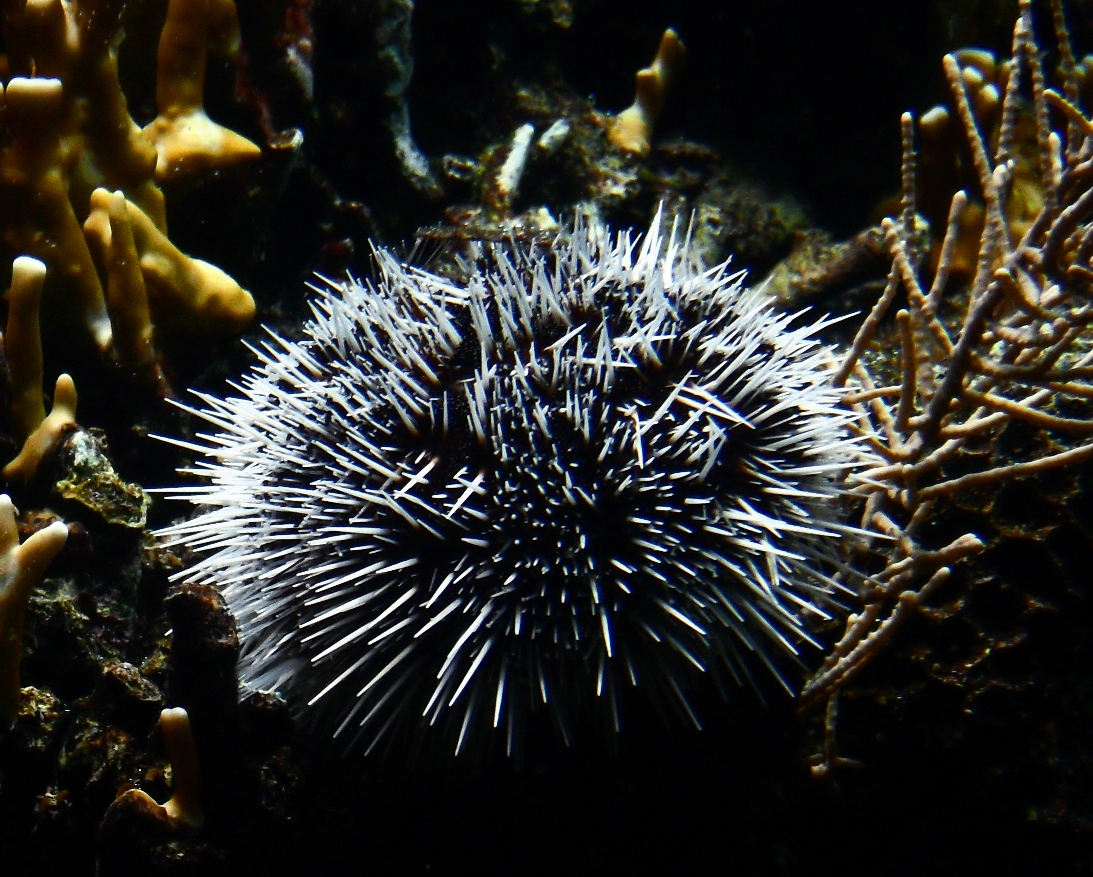